# Colby Keller
Colby Keller (Ypsilanti, 18 ottobre 1980) è un attore pornografico, modello, artista e blogger statunitense.

## Biografia
Nato in Michigan il 18 ottobre 1980, si è presto trasferito a Houston. Ha frequentato prima le medie al Glassell School of Art a Houston e poi al Maryland Institute College of Art a Baltimora, laureandosi in antropologia e prendendo un MFA (Master of Fine Arts). Nel 2005 iniziò a lavorare per la Sean Cody, dove iniziò a decollare la sua carriera. Successivamente lo assunsero anche Falcon Entertainment, TitanMen, RandyBlue e Cocksure Men.
Nel 2016 è il volto della campagna primavera/estate, chiamata "Mirror the World", di Vivienne Westwood.

## Filmografia
- Alabama Takedown (2005)
- Alone on the Range (2011)
- Armed Forces Physical (2013)
- Best of Dylan Roberts (2012)
- Best of Hard Friction 2 (2013)
- Best of Spencer Reed (2010)
- Big Dicks at School 5 (2012)
- Bold Moves (2011)
- Cockquest (2014)
- Cowboys (2012)
- Cowboys 2 (2012)
- Cum Smack 3 (2014)
- Deep Water Beach Patrol (2006)
- Depths of Desire 1 (2010)
- Dirty Director (2012)
- Do Me Now (2010)
- Double Trouble (2014)
- Dragon Cumblast (2009)
- Dragon Files: In the Basement (2010)
- Drill My Hole 7 (2013)
- Fuck Your Friends (2009)
- Fuck Your Friends 2 (2010)
- Gay of Thrones (2014)
- Gay Office 5 (2012)
- Golden Gate Season 2 Solos (2012)
- Golden Gate: The Perfect Ten (2011)
- Guard Patrol (2014)
- Hard Workers (2010)
- Hookups (2006)
- Humongous Cocks 21 (2013)
- Humongous Cocks 26 (2014)
- Humongous Cocks 27 (2014)
- Indiscretion (2011)
- Inner Desire (2010)
- Joe Gage Sex Files 5: The Night Before the Wedding (2011)
- Joe Gage Sex Files 6: Ex Military, Once a Marine, Always a Marine (2011)
- Joe Gage Sex Files 9: Neighborhood Rec Room (2012)
- King Size (2008)
- Laid Off (2010)
- Late Night Hit (2011)
- Legendary Gay Porn Star Colby Keller Gets Fucked by Jarec Wentworth (2014)
- Leo Giamani's Cock (2010)
- Lifeguard: The Men of Deep Water Beach (2006)
- Live Sex (2011)
- Locker Room (2010)
- Look What the Boys Dragged In (2015)
- ManHandle (2013)
- Men Boys and Toys (2014)
- Men In The Sand (2012)
- Men in the Sand 2 (2012)
- Men Of Massive Studio 13 (2009)
- Men Of Massive Studio 15 (2009)
- Men Of Massive Studio 16 (2010)
- Men of Massive Studio 17: Filthy Fuckers (2010)
- Milk It (2013)
- Other Side of Aspen 6 (2011)
- Pervy Professor (2013)
- Power Fuck (II) (2011)
- Relentless (2013)
- Roommate Wanted (2014)
- Sex Addicks Anonymous (2013)
- Sex Traveler (2014)
- Sexy Fuck (2010)
- Splittin' Wood (2012)
- Str8 to Gay 3 (2012)
- Stud Fuckers (2011)
- Tales from Last Summer (2011)
- Thing of Beauty (2013)
- Very Best Of Colby Keller (2013)
- XXX (2009)

## Riconoscimenti
XBIZ Awards
2018 - Gay Performer of the Year